# Joaquim Inácio de Macedo Campos
Joaquim Inácio de Macedo Campos (Braga, c. 1786 — Desterro, 9 de março de 1862) foi um militar e político luso-brasileiro.

## Biografia
Filho de Inácio Luís de Macedo Campos e de Ana Josefa de Sousa.
Reformado como major de artilharia em 6 de maio de 1848, foi comandante do Forte de Santana, de 1839 a 1841.
Foi deputado à Assembleia Legislativa Provincial de Santa Catarina na 9ª legislatura (1852 — 1853), na 10ª legislatura (1854 — 1855), e na 11ª legislatura (1856 — 1857).